# 알막툼 국제공항
알막툼 국제공항(아랍어: مطار آل مكتوم الدولي, 영어: Al Maktoum International Airport) 또는 두바이 월드 센트럴 국제공항(영어: Dubai World Central International Airport)은 아랍에미리트 두바이 제벨알리에 위치한 국제공항으로, 두바이 도심에서 남서쪽으로 약 37 km 떨어져 있다.
이 공항은 현재 중동 지역의 대표 허브 공항인 두바이 국제공항의 보조 공항에 불과하지만, 두바이 국제공항의 2배에 이르는 여객을 처리하는 신공항을 목표로 하여 활주로의 동쪽으로 확장 건설 중에 있다. 이 공항은 주로 화물 노선을 취항한다. 두바이 에어쇼때 이 공항을 이용한다.

## 역사
알막툼 국제공항은 2016년 기준으로 여객수 세계 3위인 두바이 국제공항의 기능과 교통량을 이전하기 위해 두바이 국제공항에서 남서쪽으로 약 45 km 떨어져 있는 곳에 건설된 신공항으로, 2010년 6월 27일에 개항하였다. 2030년까지 5본의 활주로와 연간 1억6천만명의 여객을 처리하는 시설을 갖추는 것을 목표로 하고 있다.
당초에는 2017년에 두바이 국제공항의 허브(환승 거점) 기능을 넘겨받아 본격적으로 개항하려고 하였으나, 두바이 정부가 2009년 11월 25일에 국영개발기업인 두바이월드의 모라토리엄(채무 지불 유예)을 선언하면서 이러한 계획은 2020년대 중반으로 10년 가까이 미루어졌다.
이 공항은 2010년에 활주로 1본으로 개항한 후 3년 넘게 화물 노선만 운영하였으며, 2013년 10월 26일부터 주로 저비용항공사와 단거리 노선 여객기가 운항하고 있다.

## 운항 노선

### 국제선
| 항공사                                 | 목적지 |
| -------------------------------------- | --- |
| 아에로플로트                           | 모스크바 (셰레메티예보)                                                                                      |
| 아줄 항공                              | 모스크바 (브누코보), 퍄티고르스크, 상트페테르부르크, 카잔, 예카테린부르크, 사마라, 옴스크, 니즈니 노보고르드 |
| 페가스 플라이 (노드윈드 항공에서 운항) | 모스크바 (세례메티예보)                                                                                      |
| 로열 플라이트                          | 카잔, 우파                                                                                                   |
| 우랄 항공                              | 모스크바 (도모데도보)                                                                                        |
| 포베다항공                             | 모스크바 (도모데도보)                                                                                        |
| 위즈 에어                              | 부다페스트                                                                                                   |
| 콘도르                                 | 전세편 : 뒤셀도르프, 프랑크푸르트                                                                            |
| 위즈 에어 우크라이나                   | 크라스노다르                                                                                                 |
| TUI 플라이                             | 베를린 (테겔), 카이로                                                                                        |
| 홀리데이 유럽                          | 라이프치히                                                                                                   |
| 벨라비아 항공                          | 민스크 |

### 화물 노선
| 항공사                           | 목적지 |
| -------------------------------- | --- |
| 에미레이트 스카이카고            | 홍콩, 자그레브, 암스테르담, 프랑크푸르트, 런던 (히드로), 상하이 (푸동), 광저우, 시카고, 브뤼셀, 오클랜드, 자카르타 |
| 에티하드 카고                    | 홍콩, 아부다비 |
| 에어브리지 카고 에어             | 시카고, 마스트리히트                                                                                               |
| 중화항공 카고                    | 타이베이 (타오위안), 룩셈부르크                                                                                    |
| 캐세이퍼시픽 카고                | 홍콩, 암스테르담, 프랑크푸트르 (암마인)                                                                            |
| 터키항공 카고(ACT 항공에서 운항) | 이스탄불 (아타튀르크)                                                                                              |
| 에티오피아 카고                  | 브뤼셀, 아디스아바바                                                                                               |
| 사우디아 카고                    | 홍콩, 제다 |
| 우즈베키스탄 카고                | 타슈켄트 |

## 같이 보기
- 두바이 국제공항